# Eberhard Grosske
Eberhard Grosske Fiol (Palma de Mallorca, 1955) es un historiador y político de Mallorca (España). Diputado en el Parlamento de las Islas Baleares de 1995 a 2003, y posteriormente concejal en el ayuntamiento de Palma de Mallorca por el partido Esquerra Unida-Els Verds (EU-EV).

## Biografía
A finales de los años 1970 militó en el Partido Socialista de Mallorca, donde llegó a ser miembro del secretariado. Posteriormente ingresó en el Partido Comunista de España (federación de las Islas Baleares), que se integró en Izquierda Unida en 1996. De 1990 a 1998 fue el secretario general del Partido Comunista de las Islas Baleares y entre 1991 y 2002 fue el coordinador general de Izquierda Unida en las Baleares.
Entre 1999 y 2002 fue consejero de Trabajo y Formación de Gobierno de las Islas Baleares, presidido por el socialista Francesc Antich. Fue substituido por su correligionario Miquel Rosselló hasta el final de la legislatura, en 2003, para presentarse como cabeza de lista de Esquerra Unida-Els Verds en las elecciones al ayuntamiento de Palma de Mallorca, en las que la candidatura obtuvo tres concejales, dos de ellos de EU.
En las elecciones municipales de 2007 volvió a presentarse como candidato a la alcaldía de Palma, esta vez por el Bloc per Mallorca, coalición electoral formada por el Partit Socialista de Mallorca-Entesa Nacionalista, Esquerra Unida-Els Verds y Esquerra Republicana de Catalunya. La coalición consiguió dos representantes, Nanda Ramon (PSM-EN) y el propio Grosske, entrando a formar parte del gobierno municipal de coalición con el PSOE y Unió Mallorquina, con Aina Calvo (PSIB-PSOE) de alcaldesa. Desde entonces ha sido segundo teniente de alcalde y regidor de la concejalía de Bienestar Social, Participación Ciudadana y Cultura, además de ser portavoz del grupo municipal del Bloc.
En noviembre de 2008 fue el candidato del llamado sector llamazarista a coordinador general de Izquierda Unida, en el marco de la IX Asamblea del partido, que finalizó sin elegir sucesor de Gaspar Llamazares. Ante la falta de apoyos por parte de la Nacional II, los llamazaristas decidieron finalmente no concurrir a la posterior votación del Consejo Político y Grosske renunció a presentar su candidatura. El Consejo eligió finalmente a Cayo Lara. No obstante, el político balear fue designado responsable de la Secretaría de Política Municipal del partido.
Después de las elecciones municipales, Grosske y su partido se quedaron sin representación parlamentaria por no haber alcanzado el mínimo requerido (5%). Pese al anuncio de su incorporación a Izquierda Abierta en el seno de IU, finalmente abandonó dicha formación por desavenencias de organización y funcionamiento.